# Súšava
Súšava (1077 m) – szczyt w południowej części Pogórza Orawskiego na Słowacji. Wznosi się nad miejscowością Wielkie Borowe, pomiędzy szczytami Diel (1051 m) i Polianky (1066 m). Od wierzchołka odchodzą dwa długie grzbiety. W południowo-wschodnim kierunku jest to bezleśny grzbiet ciągnący się do wzniesienia Haj. Oddziela on Dolinę Borowianki od Doliny Roztoki. W przeciwnym, północno-zachodnim kierunku ciągnie się do miejscowości Chlebnice grzbiet oddzielający dolinę potoku Veľký Klin od doliny Chlebnickiego potoku. Grzbiet ten jest również w dużym stopniu bezleśny. Wierzchołek i górna część stoków wzniesienia Súšava są natomiast zalesione. Południowo-wschodnimi, bezleśnymi zboczami Súšavy prowadzi czerwony szlak turystyczny, jednak daleko od jej wierzchołka.
Na szczycie Súšavy wybudowano wieżę widokową. Od czerwonego szlaku turystycznego prowadzi do niej znakowana ścieżka.

## Szlaki turystyczne
czerwony: Oravský Biely Potok – Mních – Machy – Prieková – Kopec – Małe Borowe – Súšava – Wielkie Borowe – Díel – Malatiná. Odległość 19,6 km, suma podejść 910 m, suma zejść 760 m, czas przejścia 5:40 h (z powrotem 5:25 h)

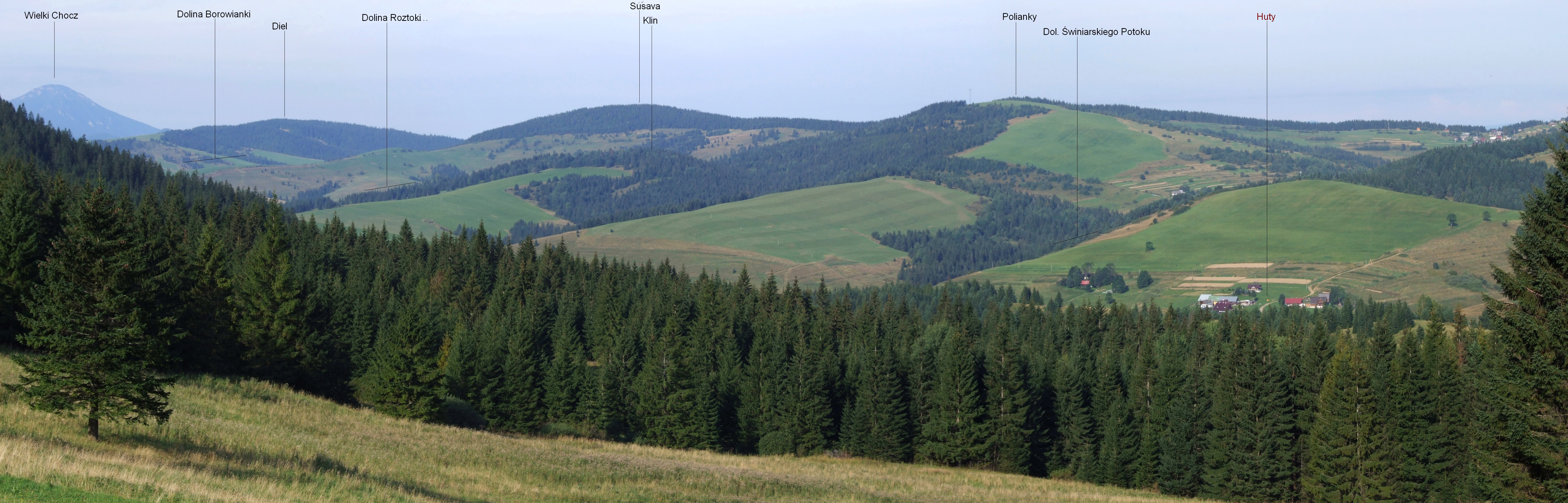
Dolina Huciańska i szczyty południowej części Pogórza Orawskiego
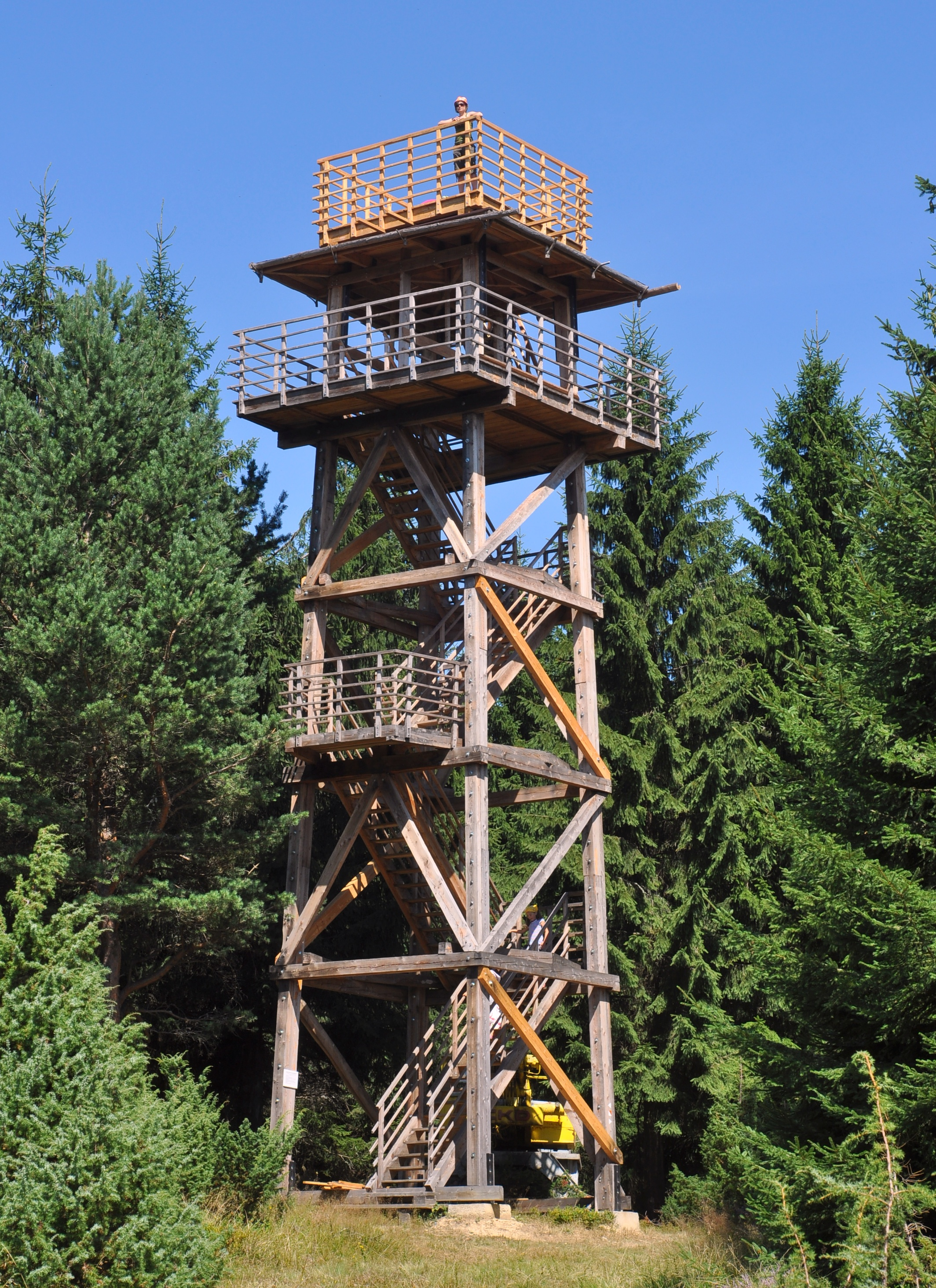